# Rovnátka

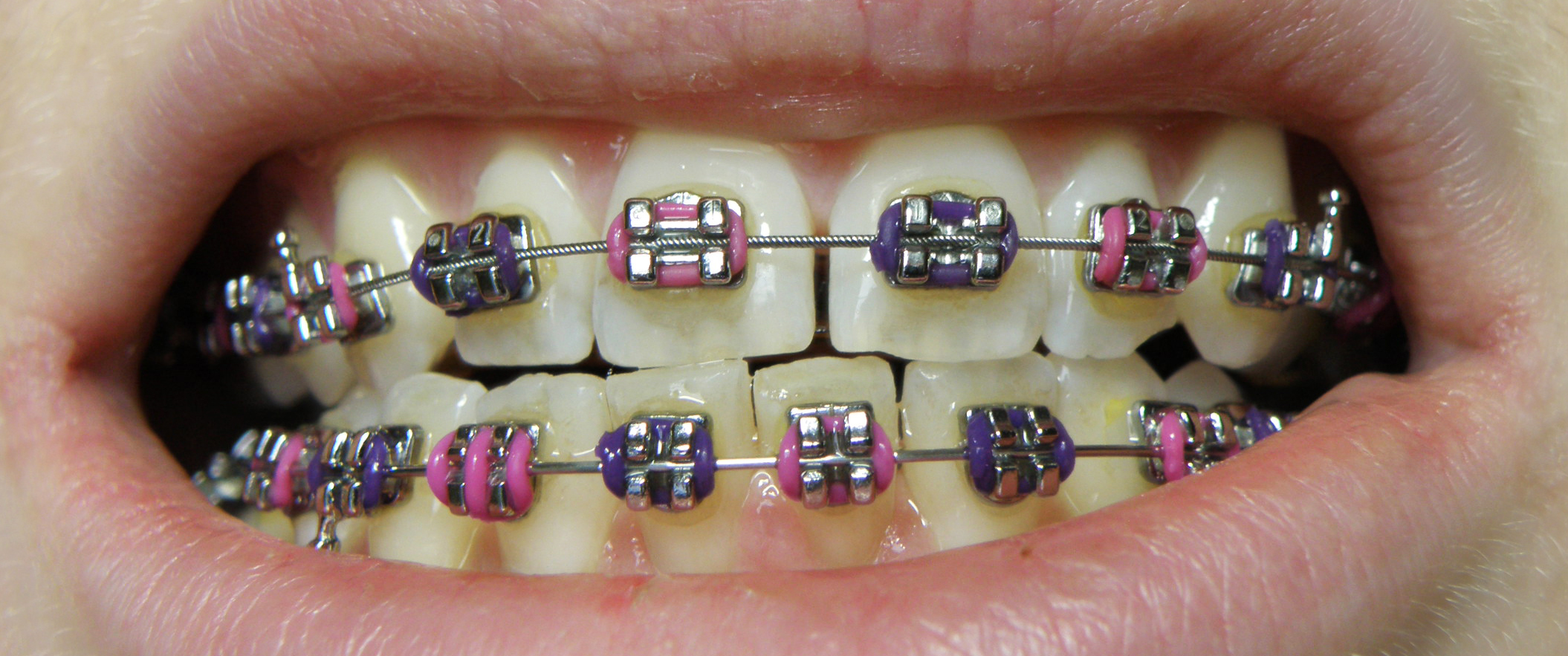
Fixní rovnátka na horní i dolní čelisti

Rovnátka (též označovaný jako ortodontický aparát) jsou druh zdravotnické pomůcky, která slouží k narovnání, napravení, či usměrnění růstu zubů. Mohou se nasazovat jak na horní, tak i dolní čelist. Slouží k úpravě estetických a zdravotních vad stálých či mléčných zubů.

## Typy

### Fixní rovnátka
Fixní rovnátka jsou v ústní dutině nepřetržitě po celou dobu léčby. Jsou nalepena buď z tvářové či jazykové strany (tzv. lingvální). Častějším typem je aplikace z tvářové strany. Důvody jsou takové, že linguální rovnátka jsou dražší, jejich zavedení je náročnější a klade větší nároky na lékaře i pacienta.

### Snímací rovnátka
Snímací rovnátka se vyznačují tím, že je lze vyjmout z ústní dutiny. Používají se pro méně závažné zubní anomálie a vady. Jsou určena pro dočasný a smíšený chrup.

### Fóliová rovnátka
Fóliová rovnátka (tzv. neviditelná rovnátka) jsou měkké plastové fólie vyrobené pacientu na míru podle otisku čelistí. Tyto nosiče se v průběhu léčby obměňují. Jedná se v podstatě o speciální druh snímacích rovnátek, protože je lze z úst kdykoliv vyjmout. Neviditelná rovnátka jsou americkým patentem pod názvem Invisalign.

### Porovnání
- Fixní aparát klade větší požadavky na ústní hygienu pacienta, neboť bylo prokázáno, že tvorba plaku je v průběhu nošení tohoto typu rovnátek vyšší. Pacientům s nedostatečnou ústní hygienou se fixní aparát nedoporučuje či mu přímo není umožněn.[1]
- Fixním aparátem se dosahuje lepších výsledků než snímacím. Používá se jej spíše u závažnějších zubních anomálií.[2]
- Snímací aparát je výrazně levnější, méně náročnější na hygienu. Lze jej kdykoliv sejmout, což je jeho nevýhoda - pacient není nucen nosit ho.

## Fáze léčby
1. Vstupní pohovor, vyšetření a jeho zadokumentování. Ortodontista pacienta seznámí o výsledcích vyšetření.
2. Návrh léčebného plánu, schválení pacientem, zubní otisky, rentgenové snímky.
3. Léčba, která se skládá ze dvou částí:
  - Aktivní léčba je samotný proces, který by měl vést k nápravě chrupu a estetiky obličeje.
  - Retenční fáze následuje po aktivní léčbě. Proces má za úkol udržet výsledky ortodontické léčby co nejdéle. Pokud je zanedbána, hrozí částečný či celkový návrat k původnímu stavu chrupu.

## Části rovnátek

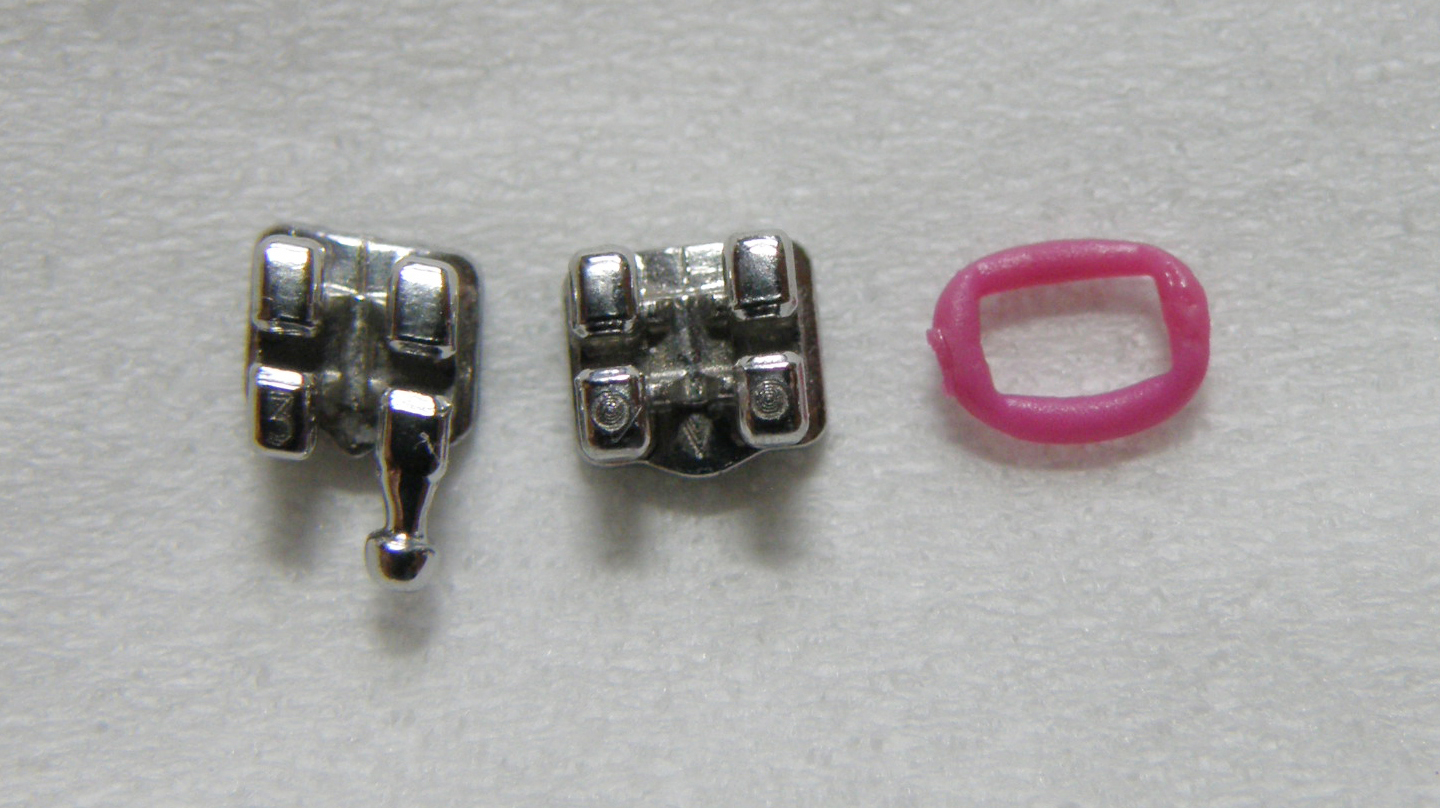
Části aparátku - dva druhy zámečků a gumička, která drží drát v drážkách zámečků.

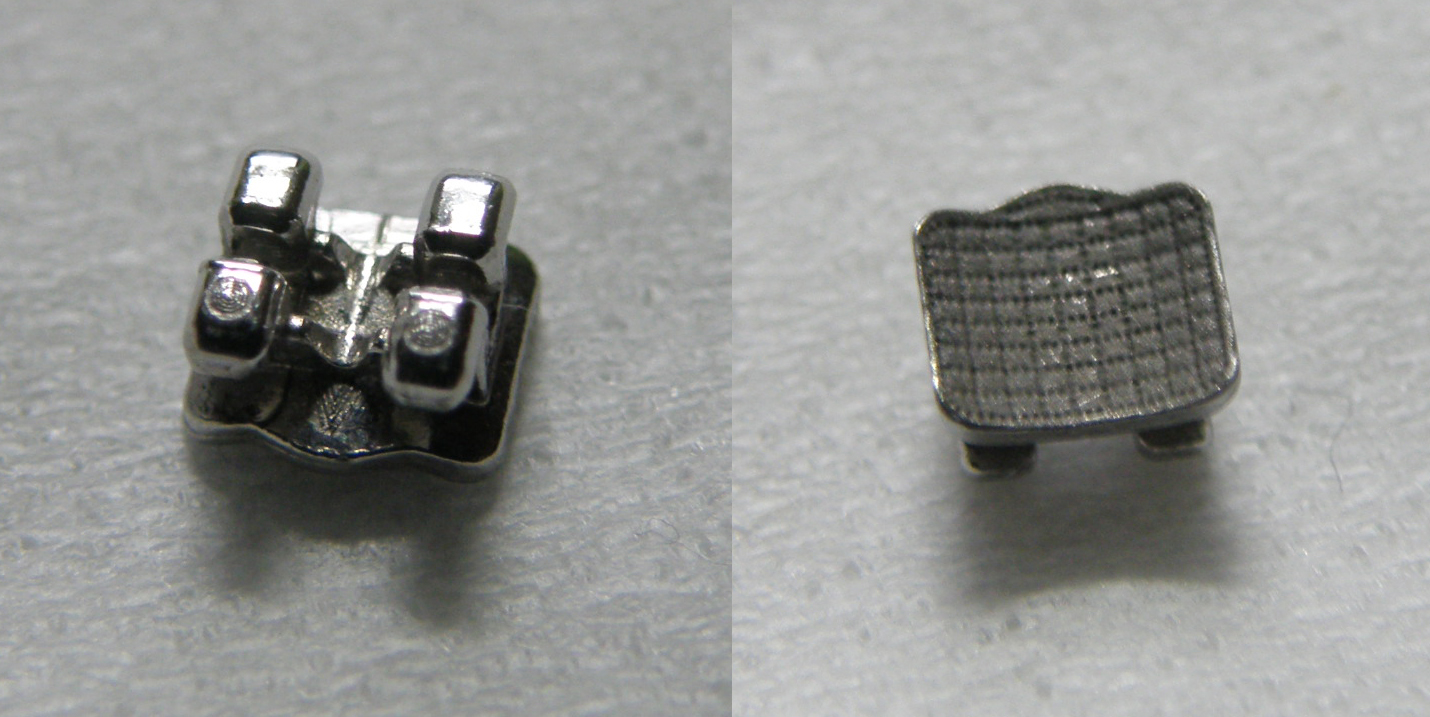
Zámeček z přední a zadní strany.

Nejčastějším typem rovnátek je fixní aparát, a proto právě jeho skladba je zde rozebrána:

### Ortodontický drát
Ortodontický drát (označovaný též jako oblouk) je speciální typ drátu užívaný v ortodoncii. Slouží k posunování zubu/ů. Drát je fixován do zámečků. V místě požadované změny pozice zubů pak mírně ohnutý. Díky svým vlastnostem (tzv. tvarové paměti) má pak v místě ohybu tendenci se rovnat (vrátit do původní polohy). Tím se vytváří síly, které tlačí na zuby.
Stomatolog několikrát během aktivní fáze léčby drát vyměňuje za jiný s odlišnými parametry (jiná tloušťka).

### Separační gumičky
Separační gumičky jsou gumová kolečka, která mají za úkol zuby separovat - vytvořit mezizubní prostor pro usazení kroužku. Instalují se zpravidla několik dní (1 a více) před vlepením fixního aparátu.

### Kroužky
Kovové kroužky obepínají celý zub po obvodu, se kterým jsou pevně spojeny. Jsou umístěny nejčastěji na krajních zubech (1. a 2. molár) a uzavírají tak celý aparát. Důvodem jejich užití místo zámečku je požadavek na kvalitní fixaci - nehrozí odlepení. Na kroužku je připevněna kanyla, ve které je zasunut konec drátu (oblouku).

### Zámečky
Tvoří "vodící lištu" pro drát, který se do nich připevňuje. Zámečky jsou napevno přilepeny k jednotlivým zubům.
Zámečky jsou tím, co nejčastěji prozradí přítomnost rovnátek. Kromě okem viditelných kovových lze nalepit i částečně průhledné - např. keramické, které barvou připomínají zub. Obvykle jsou pak obemknuty gumičkou, která drží drát vně drážky v zámečku. Barvy gumiček si může pacient obvykle vybrat z několika variant včetně průhledných.

### Nákusná destička
Tato součást může doplnit aparátek v případě hlubokého skusu pacienta, což je relativně častý stav, kdy dochází při skusu k překrytí více než dvou třetin ploch dolních řezáků. Nákusná destička je součást z průhledné pryskyřice umístěné za předními zuby, která se připíná ke kroužkům. Zvyšuje skus pacienta a umožňuje nasazení jak horního tak spodního aparátku zároveň, což urychluje léčbu.